# Viale Fratelli Rosselli
Viale Fratelli Rosselli è un grande viale a quattro corsie di Firenze appartenente ai viali di Circonvallazione, costruiti durante il periodo in cui Firenze era capitale d'Italia. Il viale parte da piazza Vittorio Veneto dopo il Ponte alla Vittoria, confluisce nel piazzale di Porta al Prato fino a diventare viale Filippo Strozzi.

## Storia e edifici
Viale Fratelli Rosselli, all'interno dei viali di Circonvallazione, va ad integrarsi nella principale arteria di trasporto di Firenze. Venne realizzato da Giuseppe Poggi e originariamente era dedicato a Vittorio Emanuele II, poi al Principe Umberto.
Su di esso si affaccia il polo fieristico e congressuale della Stazione Leopolda, e la stazione di Firenze Porta al Prato per il trasporto ferroviario metropolitano Empoli-Firenze, oltre che a costeggiare i binari della linea T1 della nuova rete tranviaria.
Inoltre è in via di costruzione il nuovo polo musicale che tra gli altri ospiterà il Maggio Musicale Fiorentino: il Parco della musica e della cultura.
Nella prima metà del 2010 il viale appare ancora profondamente sfigurato dopo i lavori della linea 1 della tranvia. In particolare fra gli incroci con via il Prato e via Iacopo da Diacceto l'impianto stradale risulta irregolare: l'estrema situazione di confusione, unita alla confluenza pericolosa di via il Prato sul viale, è causa oramai di frequenti incidenti stradali. A seguito di ciò a fine primavera del 2011 è stato eliminato il pericoloso incrocio fra le auto dirette verso via delle Porte Nuove provenienti da via il Prato, che incrociavano senza impianti semaforici i flussi di auto sul viale. Dopo questo intervento la direttrice risulta più sicura, sebbene si sia appesantito il traffico sulla vicina via della Scala. Non è stato, invece, fatto nulla per omogeneizzare l'asse stradale e reinserire i filari di alberi precedentemente esistenti. Lungo tutto il tracciato della linea 1 della tramvia, infatti, non sono state mai completate le opere di riqualificazione urbanistica, lasciando numerosi punti della città in uno stato di abbandono e degrado.

## Altre immagini

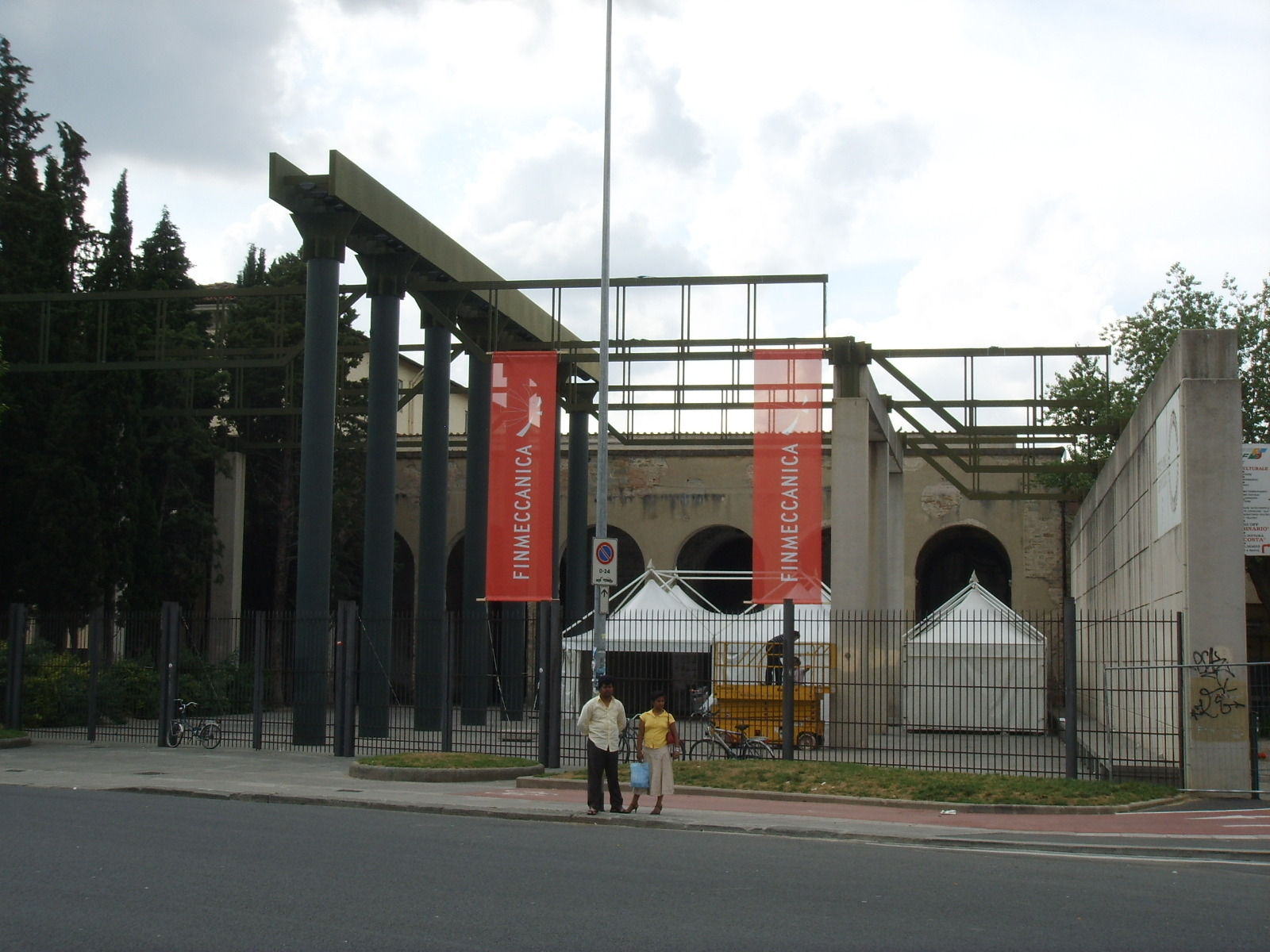
La Stazione Leopolda
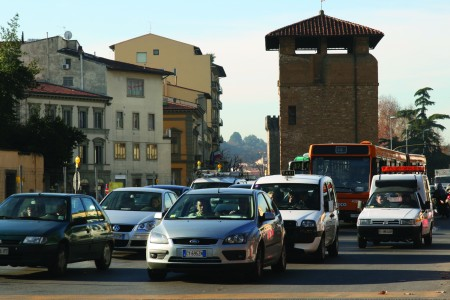
Traffico e Porta al Prato
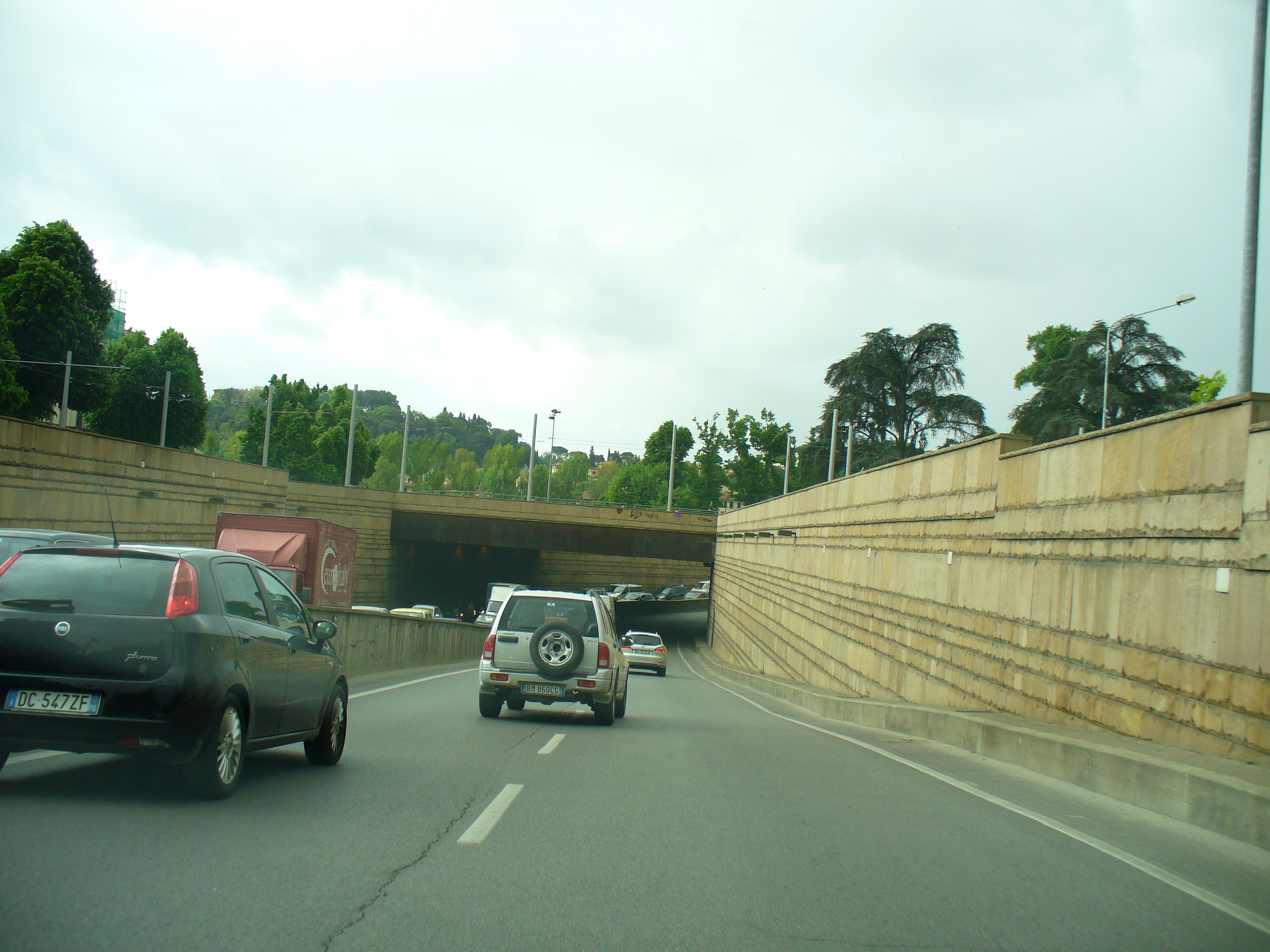
Sottopasso